# Schah-Moschee (Baku)

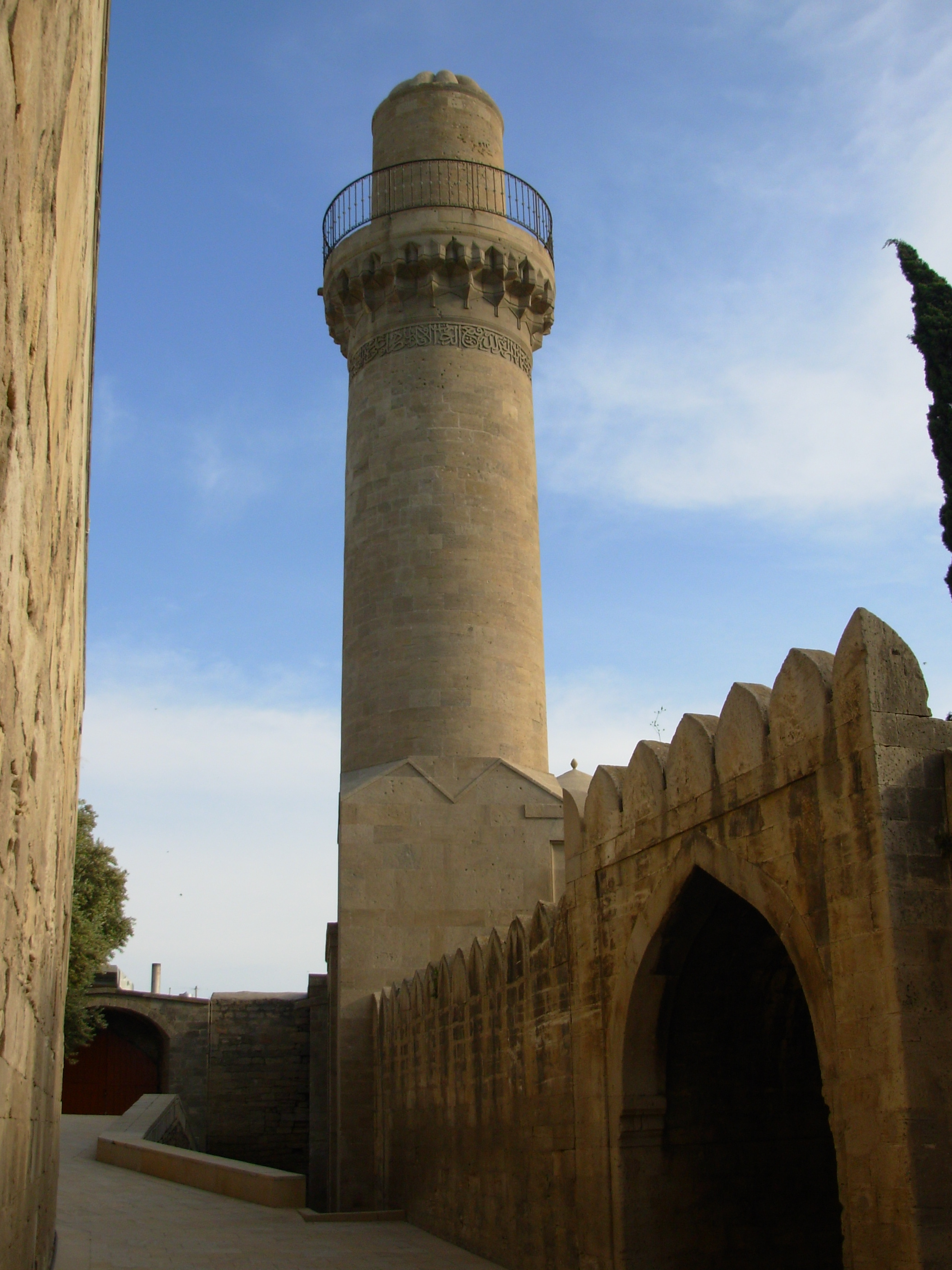
Schah-Moschee

Die Schah-Moschee (aserbaidschanisch Şah məscidi oder Xan məscidi) ist eine kleine kompakte Moschee in Baku. Sie ist der Teil des Ensembles des Palastes der Schirwanschahs. Sie wurde von 1441 bis 1442 im unteren Hof des Palastes errichtet.

## Architektur
Die Architektur der Moschee zeichnet sich durch ihre Strenge, ihre sorgfältig durchgedachten Proportionen und die Umfänge der Portale, der Kuppel und des 22 Meter langen Minaretts aus. Die Aufschrift auf dem Minarett lautet:

„Hat befohlen, dieses Minarett der größte Sultan Khalilullah I zu bauen, ja es wird Allah die Tage seiner Regierung und die Herrschaften erheben. Im Jahr Achthundertfünfundvierzig.“

Daraus ergibt sich, dass mit dem Bau Mitte 1441 begonnen wurde.

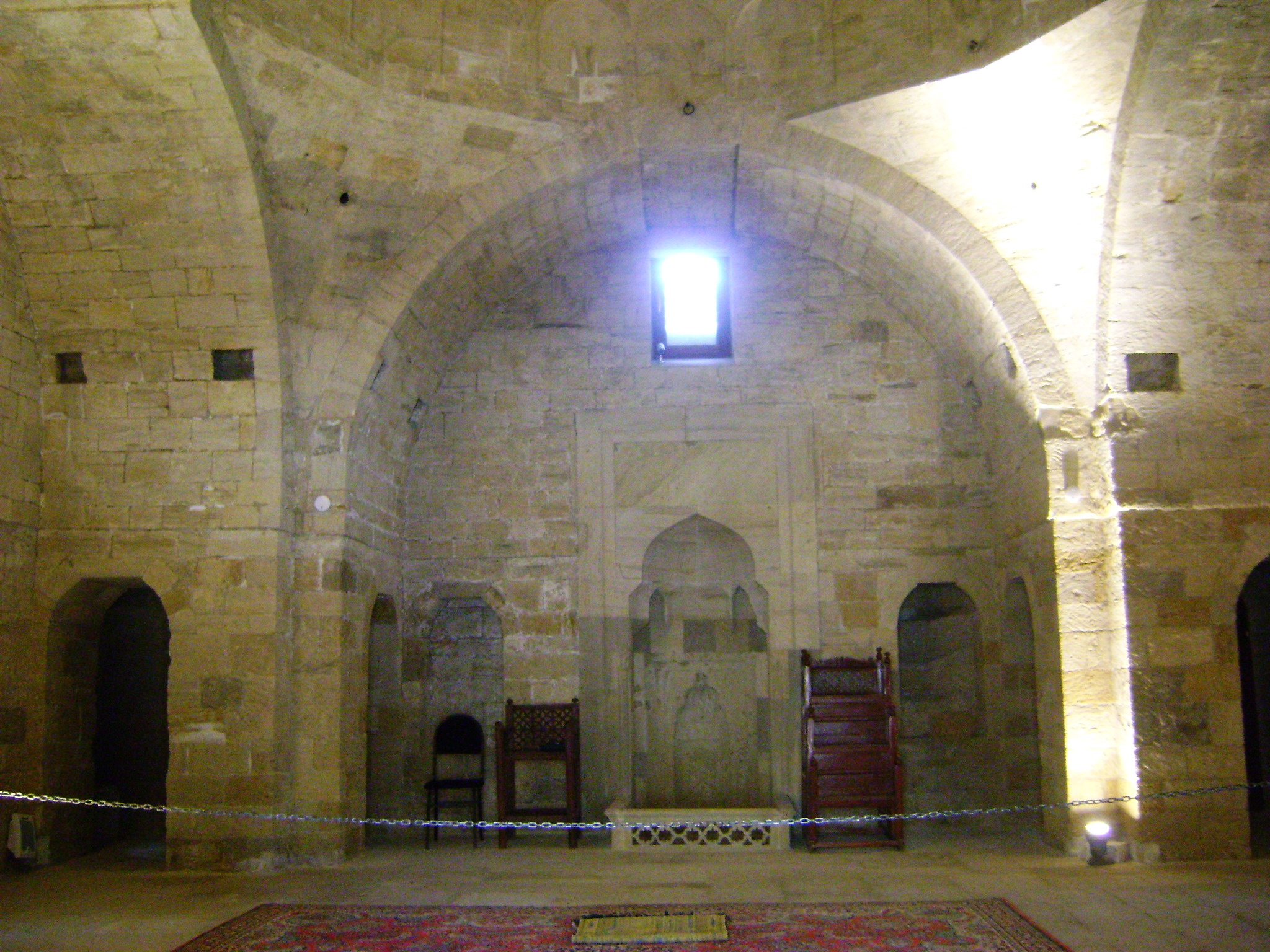
Interieur der Moschee

Der innere Raum der Moschee ist in zwei Säle, einen für Männer und einen für Frauen, aufgeteilt. Der Männersaal, der sich durch die abgedeckte Kuppel mit dem spitzen Wipfel vom weiblichen Saal unterscheidet, wird von zwei Lichtquellen beleuchtet. Das Grundstück des Fußbodens vor dem Mihrab ist von einer Türkisplatte abgedeckt und wird von einem niedrigen Steingitter beschützt. In diesen Saal führt das Nord- bzw. Hauptportal, das zum Mausoleum gewandt ist. Der Schah und seine Getreuen gingen in den Saal durch den anderen, den östlichen Eingang, der auch vom Portal betont ist, nur wenige der kleineren Größen. Der Saal, der für die Frauen vorbestimmt ist, befand sich im westlichen Teil der Moschee. In ihn gelangte man durch den kleinen Eingang, der zum inneren Hof gewandt ist und in die wirtschaftlichen Räume des Ensembles des Palastes führt.